# Campionati europei giovanili di sollevamento pesi
I Campionati europei giovanili di sollevamento pesi (European Youth and U15 Weightlifting Championships) sono le competizioni che assegnano i titoli europei giovanili, riservata a due fasce d'età, gli Under-17 (16-17 anni) e gli Under-15 (14-15 anni), nello sport del sollevamento pesi. Organizzata dalla European Weightlifting Federation, la prima edizione maschile si disputò nel 1992 e quella femminile nel 1994 come Under-16 (15-16 anni) fino al 2002. Nel 2003 il limite di età venne innalzato agli Under-17 e la numerazione delle edizioni ricomincia da principio. Nel 2013 venne introdotta la nuova categoria Under-15 (Cadetti) sia maschile che femminile.
Le edizioni disputate complessivamente sono 31 maschili e 29 femminili (11 maschili e 9 femminili per la categoria Under-16 e 20, sia maschili che femminili, per la categoria Under-17) ai quali vanno aggiunte le 10, sia maschili che femminili, della categoria Under-15.
La denominazione nel corso degli anni è variata: dal 1992 al 2002 la competizione si chiamava European Youth U16 Weightlifting Championships, dal 2003 al 2012 si chiamava European Youth U17 Weightlifting Championships e dal 2013 assunse la denominazione attuale.
Nel 2024 la 21ª edizione riservata agli Under-17 e l'11ª riservata agli Under-15 si è tenuta in Grecia, dal 15 al 22 giugno, a Salonicco. Nel 2025 la manifestazione si terrà a Madrid, in Spagna, al Cerro Almodovar Sports Center, dal 23 al 30 luglio 2025; inizialmente doveva tenersi in Polonia dal 2 al 10 agosto, ma nel dicembre 2024 la nazione rinunciò per difficoltà logistiche organizzative.

## Titoli in palio
Agli europei giovanili dal 2019 vengono assegnati 20 titoli nel totale dell'esercizio (60 considerando anche le due specialità, lo strappo e lo slancio) in 10 categorie maschili e 10 femminili, sotto elencate. Rispetto ai senior e agli juniores variano soltanto i limiti di peso per categoria.
Categorie maschili
| Categoria            | Eventi         |
| -------------------- | -------------- |
| Pesi mosca           | Fino a 49 kg   |
| Pesi gallo           | Fino a 55 kg   |
| Pesi piuma           | Fino a 61 kg   |
| Pesi leggeri         | Fino a 67 kg   |
| Pesi medi            | Fino a 73 kg   |
| Pesi massimi leggeri | Fino a 81 kg   |
| Pesi mediomassimi    | Fino a 89 kg   |
| Pesi massimi primi   | Fino a 96 kg   |
| Pesi massimi         | Fino a 102 kg  |
| Pesi supermassimi    | Oltre i 102 kg |

Categorie femminili
| Categoria            | Eventi          |
| -------------------- | --------------- |
| Pesi mosca           | Fino a 40 kg    |
| Pesi gallo           | Fino a 45 kg    |
| Pesi piuma           | Fino a 49 kg    |
| Pesi leggeri         | Fino a 55 kg    |
| Pesi medi            | Fino a 59 kg    |
| Pesi massimi leggeri | Fino a 64 kg    |
| Pesi mediomassimi    | Fino a 71 kg    |
| Pesi massimi primi   | Fino a 76 kg    |
| Pesi massimi         | Fino a 81 kg    |
| Pesi supermassimi    | Oltre gli 81 kg |

Per la decisione dell'IWF del 3 dicembre 2024, a partire dal 1º giugno 2025 – e quindi, per effetto di tale decisione, a partire dagli europei del 2025 – si tornano ad assegnare 16 titoli europei, 8 maschili e 8 femminili, con la riorganizzazione dei limiti di peso: le categorie escluse sono i pesi mosca e i pesi massimi primi, maschili e femminili.
Categorie maschili
| Categoria            | Eventi        |
| -------------------- | ------------- |
| Pesi gallo           | Fino a 56 kg  |
| Pesi piuma           | Fino a 60 kg  |
| Pesi leggeri         | Fino a 65 kg  |
| Pesi medi            | Fino a 71 kg  |
| Pesi massimi leggeri | Fino a 79 kg  |
| Pesi mediomassimi    | Fino a 88 kg  |
| Pesi massimi         | Fino a 98 kg  |
| Pesi supermassimi    | Oltre i 98 kg |

Categorie femminili
| Categoria            | Eventi        |
| -------------------- | ------------- |
| Pesi gallo           | Fino a 44 kg  |
| Pesi piuma           | Fino a 48 kg  |
| Pesi leggeri         | Fino a 53 kg  |
| Pesi medi            | Fino a 58 kg  |
| Pesi massimi leggeri | Fino a 63 kg  |
| Pesi mediomassimi    | Fino a 69 kg  |
| Pesi massimi         | Fino a 77 kg  |
| Pesi supermassimi    | Oltre i 77 kg |

## Edizioni

### Under-16 maschili
| N. | Anno | Date         | Città e nazione ospitante | Disc. | Atleti | Naz. |
| -- | ---- | ------------ | ------------------------- | ----- | ------ | ---- |
| 1  | 1992 |              | Reims Francia             | 30    |        |      |
| 2  | 1993 |              | Debrecen Ungheria         | 24    |        |      |
| 3  | 1994 |              | Lubiana Jugoslavia        | 45    |        |      |
| 4  | 1995 |              | Kavala Grecia             | 48    |        |      |
| 5  | 1996 |              | Burgas Bulgaria           | 48    |        |      |
| 6  | 1997 |              | Tatabánya Ungheria        | 48    |        |      |
| 7  | 1998 |              | La Coruña Spagna          | 48    |        |      |
| 8  | 1999 |              | Lignano Sabbiadoro Italia | 48    |        |      |
| 9  | 2000 |              | Košice Slovacchia         | 48    |        |      |
| 10 | 2001 |              | Klosterneuburg Austria    | 45    |        |      |
| 11 | 2002 | 22–26 agosto | Villeneuve-Loubet Francia | 45    |        |      |

### Under-16 femminili
| N. | Anno | Date         | Città e nazione ospitante | Disc. | Atleti | Naz. |
| -- | ---- | ------------ | ------------------------- | ----- | ------ | ---- |
| 1  | 1994 |              | Lubiana Jugoslavia        | 45    |        |      |
| 2  | 1995 |              | Kavala Grecia             | 48    |        |      |
| 3  | 1996 |              | Burgas Bulgaria           | 48    |        |      |
| 4  | 1997 |              | Tatabánya Ungheria        | 48    |        |      |
| 5  | 1998 |              | La Coruña Spagna          | 48    |        |      |
| 6  | 1999 |              | Lignano Sabbiadoro Italia | 48    |        |      |
| 7  | 2000 |              | Košice Slovacchia         | 48    |        |      |
| 8  | 2001 |              | Klosterneuburg Austria    | 45    |        |      |
| 9  | 2002 | 22–26 agosto | Villeneuve-Loubet Francia | 45    |        |      |

### Under-17 maschili e femminili
| N. | Anno | Date                  | Città e nazione ospitante  | Disc. | Atleti | Naz. |
| -- | ---- | --------------------- | -------------------------- | ----- | ------ | ---- |
| 1  | 2003 |                       | Dortmund Germania          | 45    |        |      |
| 2  | 2004 | 26 luglio – 1º agosto | Stavanger Norvegia         | 45    |        |      |
| 3  | 2005 |                       | Sofia Bulgaria             | 45    |        |      |
| 4  | 2006 |                       | Landskrona Svezia          | 45    |        |      |
| 5  | 2007 |                       | Pavia Italia               | 45    |        |      |
| 6  | 2008 |                       | Amiens Francia             | 45    |        |      |
| 7  | 2009 |                       | Eilat Israele              | 45    |        |      |
| 8  | 2010 |                       | Valencia Spagna            | 45    |        |      |
| 9  | 2011 |                       | Bucarest Romania           | 45    |        |      |
| 10 | 2012 |                       | Bucarest Romania           | 45    |        |      |
| 11 | 2013 |                       | Klaipėda Lituania          | 45    |        |      |
| 12 | 2014 |                       | Ciechanów Polonia          | 45    |        |      |
| 13 | 2015 |                       | Landskrona Svezia          | 45    |        |      |
| 14 | 2016 |                       | Nowy Tomyśl Polonia        | 45    |        |      |
| 15 | 2017 | 23–30 settembre       | Pristina Kosovo            | 48    |        |      |
| 16 | 2018 | 22–29 luglio          | San Donato Milanese Italia | 48    |        |      |
| 17 | 2019 | 7–14 dicembre         | Eilat Israele              | 60    |        |      |
| 18 | 2021 | 19–27 agosto          | Ciechanów Polonia          | 60    |        |      |
| 19 | 2022 | 10–17 agosto          | Raszyn Polonia             | 60    |        |      |
| 20 | 2023 | 1–10 luglio           | Chișinău Moldavia          | 60    |        |      |
| 21 | 2024 | 15–22 giugno          | Salonicco Grecia           | 60    |        |      |
| 22 | 2025 | 23–30 luglio          | Madrid Spagna              | 48    |        |      |

### Under-15 maschili e femminili
| N. | Anno | Date            | Città e nazione ospitante  | Disc. | Atleti | Naz. |
| -- | ---- | --------------- | -------------------------- | ----- | ------ | ---- |
| 1  | 2013 |                 | Klaipėda Lituania          | 45    |        |      |
| 2  | 2014 |                 | Ciechanów Polonia          | 45    |        |      |
| 3  | 2015 |                 | Landskrona Svezia          | 45    |        |      |
| 4  | 2016 |                 | Nowy Tomyśl Polonia        | 45    |        |      |
| 5  | 2017 | 23–30 settembre | Pristina Kosovo            | 48    |        |      |
| 6  | 2018 | 22–29 luglio    | San Donato Milanese Italia | 48    |        |      |
| 7  | 2019 | 7–14 dicembre   | Eilat Israele              | 60    |        |      |
| 8  | 2021 | 19–27 agosto    | Ciechanów Polonia          | 60    |        |      |
| 9  | 2022 | 10–17 agosto    | Raszyn Polonia             | 60    |        |      |
| 10 | 2023 | 1–10 luglio     | Chișinău Moldavia          | 60    |        |      |
| 11 | 2024 | 15–22 giugno    | Salonicco Grecia           | 60    |        |      |
| 12 | 2025 | 23–30 luglio    | Madrid Spagna              | 48    |        |      |